# Lepidochrysops vansomereni
Lepidochrysops vansomereni är en fjärilsart som beskrevs av Henry Stempffer 1951. Lepidochrysops vansomereni ingår i släktet Lepidochrysops och familjen juvelvingar. Inga underarter finns listade i Catalogue of Life.